# Microcarbo melanoleucos
Il cormorano bianconero minore (Microcarbo melanoleucos (Vieillot, 1817)) è un uccello acquatico della famiglia Phalacrocoracidae, diffuso in Australasia.

## Distribuzione e habitat
L'areale di questa specie comprende Indonesia, Nuova Guinea, Australia, Nuova Zelanda, Timor e si estende nell'oceano Pacifico sud-occidentale sino a Nuova Caledonia, Palau, Isole Salomone e Vanuatu.

## Tassonomia
Comprende le seguenti sottospecie:
- Microcarbo melanoleucos melanoleucos (Vieillot, 1817)
- Microcarbo melanoleucos brevicauda (Mayr, 1931)
- Microcarbo melanoleucos brevirostris (Gould, 1837)